# Edward Chilufya
Edward Chilufya, född 17 september 1999 i Kasama, är en zambisk fotbollsspelare som spelar för danska FC Midtjylland.

## Karriär
Chilufya är fostrad i Mpande Academy i Zambia. I juni 2017 började han träna med Djurgårdens IF. Den 15 februari 2018 skrev Chilufya på ett fyraårskontrakt med DIF. Chilufya tävlingsdebuterade den 12 mars 2018 i en 1–0-vinst över BK Häcken i Svenska cupen, där han blev inbytt i den 69:e minuten mot Jonathan Ring. Den 24 maj 2018 gjorde Chilufya sin allsvenska debut i en 3–1-vinst över IFK Göteborg, där han blev inbytt i den 89:e minuten mot Dzenis Kozica. Den 15 januari 2021 förlängde Chilufya sitt kontrakt med Djurgården. Kontraktet sträcker sig över säsongen 2022 med option till förlängning över säsongen 2023.
Den 30 januari 2022 värvades Chilufya av danska Midtjylland, där han skrev på ett femårskontrakt. Den 1 september 2023 lånades Chilufya ut till BK Häcken på ett ettårigt låneavtalet.